# Eugenia Cauduro
Eugenia Cauduro  (Mexikóváros, Mexikó, 1968. december 20. –) mexikói színésznő és modell.

## Élete és pályafutása
Szülei Ernesto Cauduro és Silvia Rodríguez, nővére Adriana Cauduro. 15 évesen kezdett el modellkedni, majd színészetet kezdett tanulni.

## Filmográfia
- Éltető szerelem (2024)... Cristina Rivero Cuéllar (Magyar hang: Szórádi Erika)
- Válaszutak (2022)... Cielo Sanchez (Magyar hang: Szórádi Erika)
- Quererlo todo (2020–2021)...Esmeralda Santos Coronel
- Vészhelyzet Mexikóban (2019–2020)... Patricia Antúnez de Guerrero (Magyar hang: Szórádi Erika)
- Hijas de la luna (2018)... Teresa
- Papá a toda madre (2017)... Aurora Silvetti de López-Garza
- Un camino hacia el destino (A sors útjai) (2016) .... Marissa Gómez Ruiz (Magyar hang:  Orosz Anna)
- El color de la pasión (A szenvedély száz színe) (2014) .... Magdalena Murillo (Magyar hang: F. Nagy Erika)
- Gossip Girl Acapulco (2013) .... Leonora Fuenmayor
- Que bonito amor (2012–2013) .... Gloria Reyes
- Abismo de pasión (Bűnös vágyak) (2012) .... Dolores 'Lolita' Martínez de Chinrios (Magyar hang: Martin Adél)
- Como dice el dicho (2011) .... Berta
- Teresa (2010–2011) .... Vanessa Coronel de Alcázar (Magyar hang: Román Judit)
- Un Gancho al Corazon (2008–2009) .... Gabriela Palacios
- Tormenta en el Paraíso (2007–2008) .... Analy Mayu de Lazcano
- El Amor No Tiene Precio (2005–2006) .... Araceli Montalbán
- Alegrijes y rebujos (2003–2004) .... Mercedes Goyeneche de Domínguez #1
- Niña Amada Mia (2003)  .... Julia Moreno
- El precio de tu amor (2000–2001) .... Gabriela Galván
- DKDA: Sueños de juventud (1999–2000).... Ángela Rey Arias
- Nunca te olvidare (Esperanza) (1999) .... Silvia Requena Ortiz (Magyar hang:  Orosz Anna)
- Una luz en el camino (1998).... Luisa Fernanda
- Alguna vez tendremos alas (1997) .... Magdalena Arredón Mejia

## Díjak és jelölések
TVyNovelas-díj
| Év   | Kategória                  | Telenovella               | Eredmény |
| ---- | -------------------------- | ------------------------- | -------- |
| 1998 | Legjobb női főgonosz       | Alguna vez tendremos alas | Nyertes  |
| 2003 | Legjobb női mellékszereplő | Niña amada mia            | Nyertes  |
| 2013 | Legjobb női mellékszereplő | Bűnös vágyak              | Jelölés  |

## Fordítás
- Ez a szócikk részben vagy egészben  az   Eugenia Cauduro című angol Wikipédia-szócikk fordításán alapul.  Az eredeti cikk szerkesztőit annak laptörténete sorolja fel. Ez a jelzés csupán a megfogalmazás eredetét és a szerzői jogokat jelzi, nem szolgál a cikkben szereplő információk forrásmegjelöléseként.